# Antoine Ferrandier
Antoine Ferrandier, né le 17 mai 1993 à Créteil, est un handballeur professionnel français.
Il mesure 1,85 m et pèse 88 kg. Il joue au poste de demi-centre pour le club de l'US Créteil depuis 2011.
Il est le frère aîné du joueur Lucas Ferrandier.  

## Biographie
Originaire de Créteil, Antoine Ferrandier intègre le centre de formation de l'US Créteil avant de passer professionnel au sein du club francilien en 2011. Après neuf saisons, il reste toujours joueur du club francilien. Il prend sa retraite à la fin de la saison 2022/2023.Il reste tout de même engagé auprès du club. Depuis la saison 2021/2022, il est l'entraîneur principal des U18 de l'US Créteil. 

## Palmarès
Compétitions de club
- Vice-champion du Championnat de France de D2 en 2019.
- Champion du Championnat de France de D2 en 2014.

Compétitions en équipe nationale
- Médaille de bronze au Championnat du monde junior 2013